# Abd al-Qadir al-Husayni
ʿAbd al-Qādir al-Husaynī (Gerusalemme, 1907 – al-Qastal, 8 aprile 1948) è stato un militare palestinese.
ʿAbd al-Qādir al-Ḥusaynī (in arabo عبد القادر الحسيني‎?, anche detto impropriamente ʿAbd al-Qader al-Husseini) fu un nazionalista palestinese e un combattente che nel tardo 1933 fondò il gruppo paramilitare clandestino noto come "Organizzazione per il Sacro Jihad" (Munaẓẓamat al-Jihād al-Muqaddas), che lui stesso e Hasan Salama comandarono sotto la denominazione di Esercito del Sacro Jihad (Jaysh al-Jihād al-Muqaddas) nella Guerra arabo-israeliana del 1948.
ʿAbd-al-Raʾūf al-Qidwa al-Ḥusaynī, un lontano parente, meglio noto come Yasser Arafat, avrebbe combattuto a suo fianco e sarebbe stato suo segretario personale (ma l'unica testimonianza in merito è quella, autoreferenziale, dello stesso Presidente dell'OLP e poi dell'Autorità Nazionale Palestinese. Ḥusayni ebbe quattro figli: Haifa, Mūsā, Ghazī e Faysal.

## Famiglia e primi passi di militante nazionalista
ʿAbd al-Qādir al-Ḥusaynī nacque all'interno della potente e influente famiglia Ḥusaynī di Gerusalemme, figlio di Mūsā al-Ḥusaynī e nipote di Amīn al-Ḥusaynī. Si laureò in Chimica nell'American University in Cairo, e organizzò il Congresso dei Musulmani Istruiti. Inizialmente entrò nel Dipartimento per gli insediamenti del governo mandatario britannico ma successivamente si trasferì nell'area di Hebron durante la Grande Rivolta Araba del 1936-1939 per guidarvi la lotta contro il Regno Unito che occupava la sua patria. Come membro del Partito della Palestina Araba ebbe le funzioni di Segretario Generale e divenne direttore del giornale di partito al-Liwāʾ (lo Stendardo) e di altri giornali, incluso l'al-Jāmiʿa al-Islāmiyya (Associazione Islamica).

## Battaglia di al-Qastal
Nel 1938, Ḥusayni fu esiliato e nel 1939 riparò in Iraq, partecipando al colpo di Stato guidato da Rashīd ʿĀlī al-Kaylānī nel 1941. Si spostò in Egitto nel 1946, ma segretamente rientrò in Palestina per assumere il comando dell'Esercito del Sacro Jihad nel gennaio del 1948, finendo con il cadere in un combattimento corpo a corpo per il controllo di al-Qastal lungo la strada Tel Aviv-Gerusalemme, l'8 aprile 1948. Le sue forze strapparono al-Qastal all'Haganah, che aveva occupato il villaggio all'inizio dell'Operazione Nachshon sei giorni prima, con una forza di circa 100 uomini. Costoro ripararono quindi nel villaggio ebraico di Motza. Le truppe del Palmach riconquistarono il villaggio nella notte fra l'8 e il 9 aprile; molte delle case furono fatte esplodere con la dinamite e la collina divenne un posto di comando ebraico. La morte di al-Ḥuseyni costituì un fattore di grande rilevanza nel processo di demoralizzazione patito dalle forze dei volontari.